# Akvaskja
Akvaskja nebo Akuaskia (abchazsky Акәасқьа, gruzínsky აკვასკია – Akvaskia) je vesnice v Abcházii v Okresu Očamčyra. Leží přibližně 13 km severovýchodně od okresního města Očamčyra. Obec sousedí na jihozápadě s Markulou, na západě s Džalem, na severu s Gupem, na východě a jihovýchodě s Pakvašem a na jihu s Baslachuem. Východní hranici obce tvoří řeka Aaldzga a odděluje obec od Pakvaše. Obcí vede silnice spojující Očamčyru s Tkvarčeli a nachází se zde i železniční zastávka, která se již nevyužívá.

## Vesnický okrsek Akvaskja
Akvaskja je vesnické správní centrum s oficiálním názvem Vesnický okrsek Akvaskja (rusky Акуаскинская сельская администрация, abchazsky Акәасқьа ақыҭа ахадара). Dříve byla Akvaskja součástí Gupského selsovětu (Гупский сельсовет) a Nová Akvaskja součástí někdejšího Beslachubského selsovětu (Беслахубский сельсовет). Součástí vesnického okrsku Akvaskja jsou následující části:
- Akvaskja (Акәасқьа)

Vesnický okrsek Akvaskja

- Nová Akvaskja (Акәасқьа Ҿыц) – gruzínsky Achali Akvaskia (ახალი აკვასკია)
- Zagan (Заган) – Zagani (ზაგანი)

## Dějiny
Celé území současného vesnického okrsku Akvaskja bylo dříve součástí okolních obcí, většina patřila pod pozdější selsovět Gup. Je zde doložen výskyt nejstaršího trvalého osídlení Megrelů na území někdejšího abchazského historického regionu Abžua. Megrelové v 19. století osídlili vesnici Nová Akvaskja na přání abchazského vládnoucího rodu Šervašidze-Čačba, jež byla zčásti opuštěná během mahadžirstva po Kavkazské válce.
Později za vlády Stalina bylo celé území od Baslachu po Akvaskju řízeně kolonizováno dalšími Megrely ze západní Gruzie. To mělo za následek téměř úplné vytlačení abcházštiny jako dorozumívacího jazyka místního obyvatelstva. Ve všech třech obcích současného vesnického okrsku tak na začátku 90. let dominovaly megrelština a gruzínština, k nimž se hlásila naprostá většina obyvatel.
Během války v Abcházii v letech 1992–1993 byla Akvaskja opakovaně ovládnuta abchazskými partyzány a gruzínskými vládními jednotkami, tudíž zde docházelo k častým střetům a obec i její okolí bylo zaminované. Zbylí Abchazové odsud během války uprchli, jakmile se obce poprvé zmocnila gruzínská armáda, ale vrátili se po skončení bojů. Jakmile padla definitivně do abchazským rukou, většina gruzínského a megrelského obyvatelstva uprchla z Abcházie, avšak někteří potomci z megrelských rodin, jež osídlily mezi prvními v 19. století Novou Akvaskju, zde zůstali a žijí tu i v současnosti. Nyní však tvoří velkou menšinu.
Pod separatistickou vládou došlo k osamostatnění obce, jež utvořila vlastní vesnický okrsek z částí okrsků Gup a Baslachu.

## Obyvatelstvo
Dle nejnovějšího sčítání lidu z roku 2011 je počet obyvatel vesnického okrsku 575 a jejich složení je následovné:
- 506 Abchazů (88,0 %)
- 52 Gruzínců (9,0 %)
- 10 Rusů (1,7 %)
- 7 příslušníků ostatních národností (1,3 %)

V roce 1989, před válkou v Abcházii žilo v Akvaskji 262 obyvatel a v tehdejším Gupském selsovětu 1759 obyvatel.
V roce 1959 žilo v tomto selsovětu 1984 obyvatel.